# Donji Vakuf
Donji Vakuf (serbisch-kyrillisch Доњи Вакуф) ist eine Kleinstadt und gleichnamige Gemeinde im Zentrum von Bosnien und Herzegowina. Sie liegt am Vrbas, einem rechten Nebenfluss der Save im Kanton Zentralbosnien der Föderation Bosnien und Herzegowina.

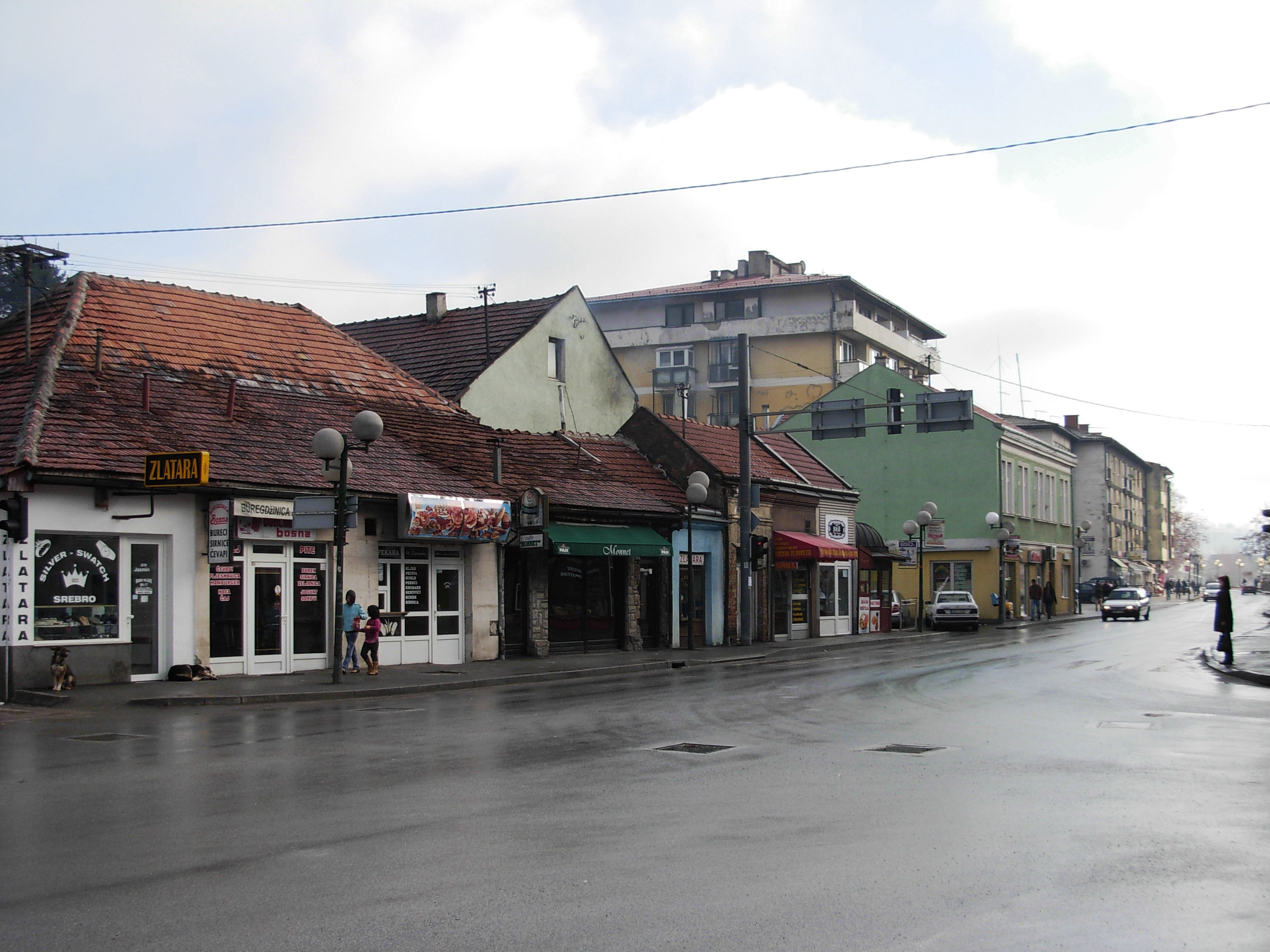
Straße in Donji Vakuf

## Geographie

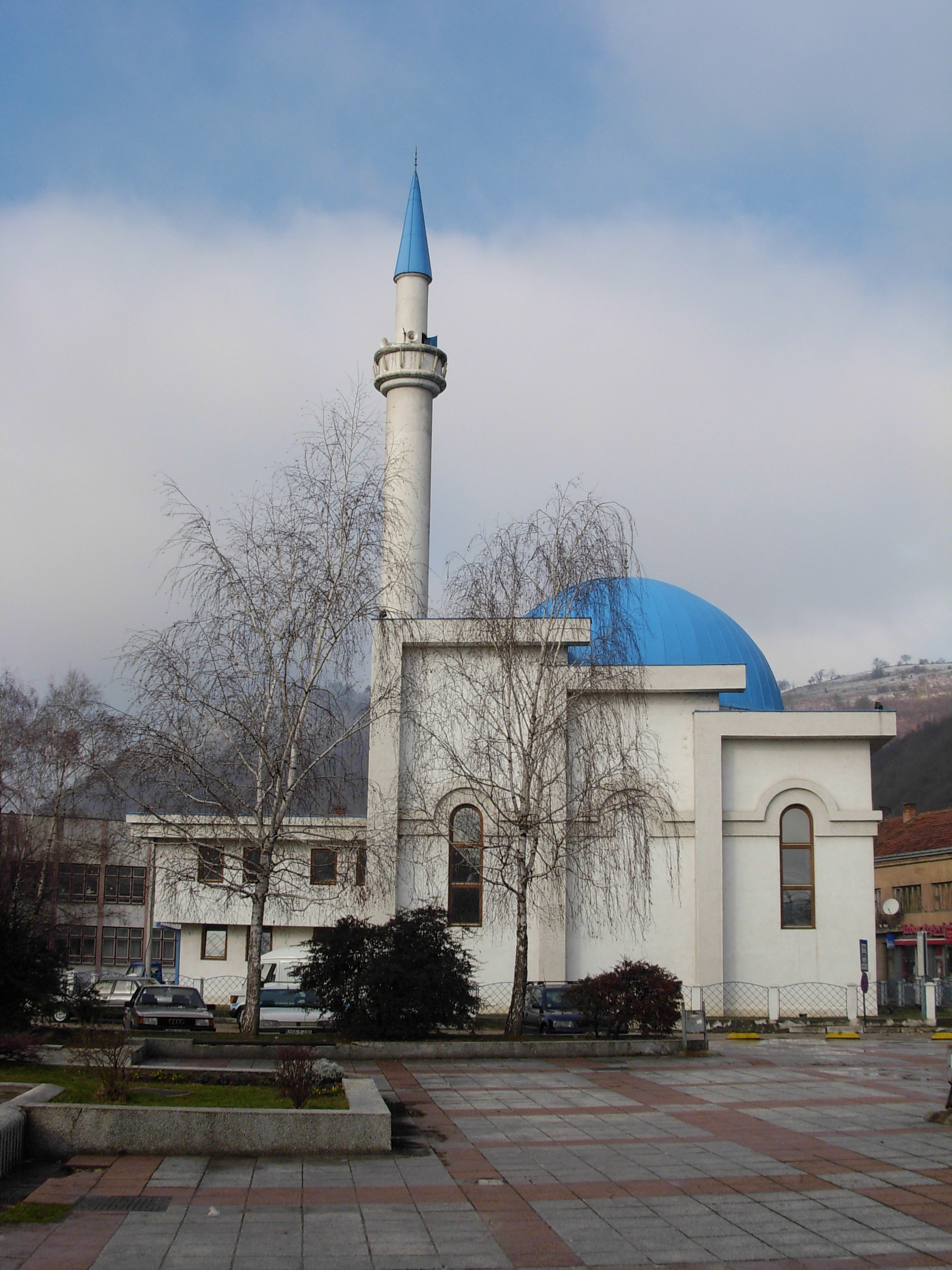
Moschee in Donji Vakuf

Donji Vakuf liegt im engen Flusstal des Vrbas an der Westseite des Gebirges Komar (bis 1510 m). Die Stadt ist etwa 12 km Luftlinie von der Entitätengrenze zur Republika Srpska entfernt. Sie grenzt an die Gemeinden Jajce und Travnik im Norden, Novi Travnik und Bugojno im Südosten, Kupres im Südwesten und Šipovo im Westen.

## Bevölkerung
Vor dem Bosnienkrieg stellten Bosniaken etwa 55 % der insgesamt 24.544 Einwohner in der Gemeinde Donji Vakuf, 38,8 % waren bosnische Serben. 1999 war der Ort fast ausschließlich von Bosniaken besiedelt. Die Stadt selbst hatte vor dem Krieg etwa 5.300, 1999 etwa 7.500 Einwohner. Laut Zensus 2013 lebten 13.985 Menschen in der Gemeinde Donji Vakuf, davon 95,6 % Bosniaken.

### Ortschaften
Die Gemeinde Donji Vakuf besteht aus 68 Orten: Babin Potok, Babino Selo, Barice, Blagaj, Brda, Brdo, Brezičani, Ćehajići, Ćemalovići, Daljan, Dobro Brdo, Doganovci, Dolovi, Donji Rasavci, Donji Vakuf, Đulovići, Fakići, Fonjge, Galešići, Grabantići, Gredina, Grič, Guvna, Hemići, Jablan, Jemanlići, Karići, Keže, Komar, Korenići, Košćani, Kovačevići, Krivače, Kutanja, Makitani, Novo Selo, Oborci, Orahovljani, Petkovići, Piljužići, Pobrđani, Ponjavići, Potkraj, Pribraća, Prisika, Prusac, Rasavci, Rastičevo, Rudina, Ruska Pilana, Sandžak, Semin, Silajdževina, Slatina, Sokolina, Staro Selo, Suhodol, Sultanovići, Suljići, Šahmani, Šatare, Šeherdžik, Šutkovići, Torlakovac, Urija, Vlađevići, Vrbas und Vrljaj. Das Dorf Ljuša im Westen der Gemeinde gehört seit 1995 zu Šipovo in der Republika Srpska.

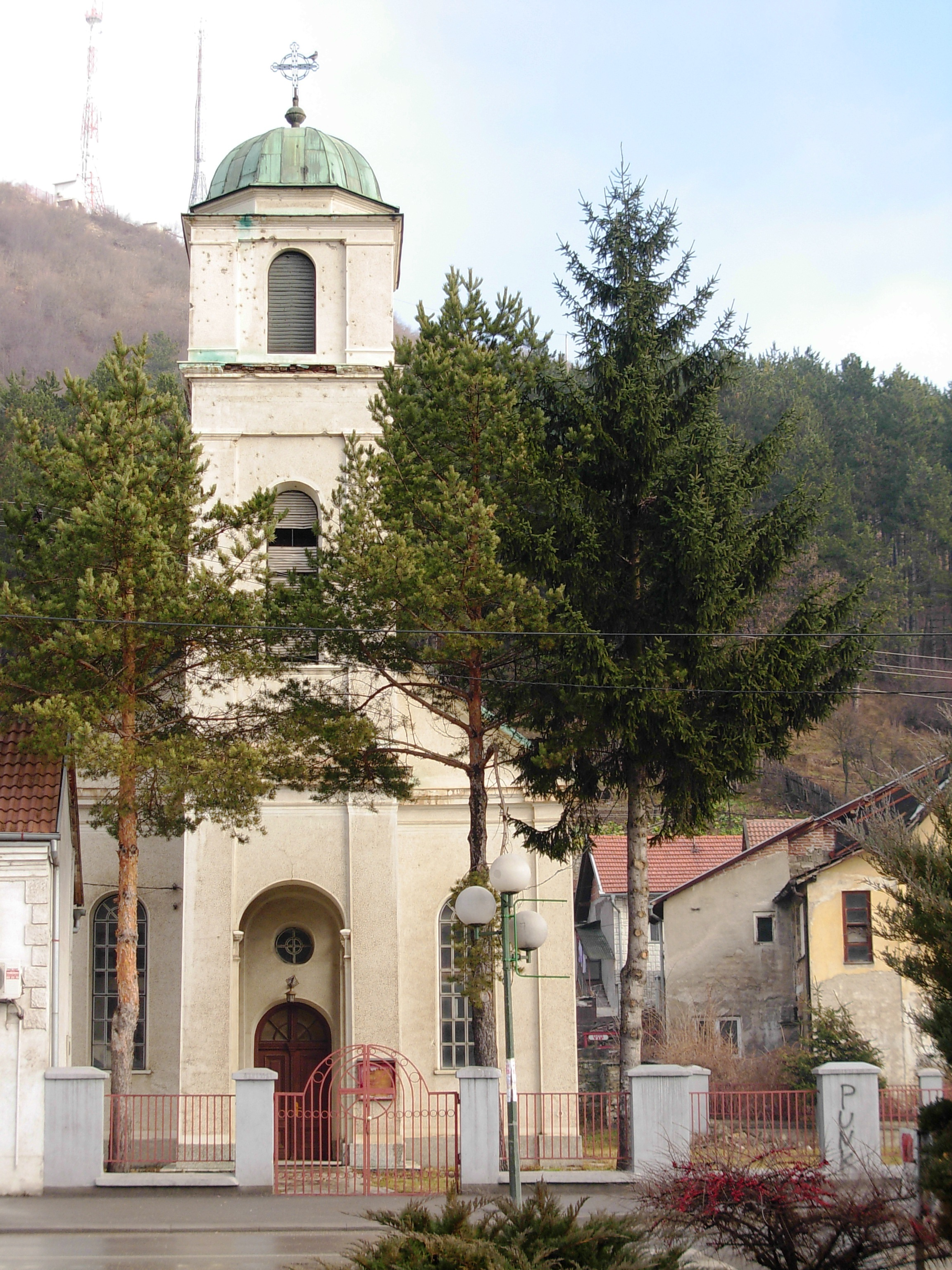
Im Krieg beschädigte Serbisch-orthodoxe Kirche in Donji Vakuf

## Geschichte

### Mittelalter
Im Mittelalter gehörte das Gebiet, wo sich heute Donji Vakuf befindet zu Gornji Vakuf. Wann das Gebiet von den Menschen erstmals besiedelt wurde, ist nicht bekannt. Etwa anderthalb Kilometer nördlich der Stadt finden sich zwei mittelalterliche Stećci. Im Jahr 1530 gab Benedikt Kuprešić der Stadt den Namen Donji Vakuf. Nach dem Historiker Nasuf Fazlagić wurde die Stadt 1574 von Ibrahim-beg Malkočević (dem zweiten der sieben Söhne von Malkoč-beg, dem Sandžakbeg von Bosnien, Herzegowina und Kliska) gegründet, der auch die erste Moschee, die Čaršijska-bas džamija, erbaute. In dieser Zeit wurde Donji Vakuf Novosel genannt.

### Osmanen
Die Osmanen nannten Donji Vakuf „Fakvi-ziv“ und später Donji Vakuf. Aus Schriften ist bekannt, dass die damalige Ortschaft aus 161 Häusern und 33 „Medereda“ (unverheiratete Männer) bestand.
Damals hatten die Osmanen einen kleinen Stützpunkt in Donji Vakuf, was mit der geografischen Bedeutsamkeit zu erklären ist.
Zu diesem Zeitpunkt wurde Donji Vakuf zu einer Stadt erklärt.
Sie bauten auch eine kleine Festung in der Ortschaft Prusac.
Heute steht noch immer ein berühmter Uhrturm in Donji Vakuf, der „Sahat Kula“, wie ihn die Osmanen in nahezu jeder wichtigen Stadt erbauten.

### Österreich-Ungarn
Zu k.u.k.-Zeiten hatte die Ortschaft 2.000 Einwohner.
Die Stadt war nun ein sehr wichtiger Verbindungspunkt zwischen Bugojno, Jajce und Travnik.
Hugo Feldbauer regierte in dieser Zeit über die rund 2.400-Einwohner-Stadt.
Die einfache Bevölkerung versorgte sich durch Landwirtschaft.
Geschäfte besaßen damals nur sehr einflussreiche Personen. 1888 wurde die Serbisch-orthodoxe Mariä-Entschlafens-Kirche erbaut.

### Jugoslawien-Krieg
Vor dem Bosnienkrieg (1992–1995) war Donji Vakuf eine entwickelte, moderne Stadt, in der ein Krankenhaus und ein Theater geplant waren. Der Bau des Theaters, das aus massivem Beton und Stahl errichtet werden sollte, wurde auch begonnen und der Rohbau fertiggestellt. Aus politischen und wirtschaftlichen Gründen wurde der Bau abgebrochen.
Zu Kriegsanfang 1992 wurde Donji Vakuf von der Armee der Republika Srpska eingenommen. Alle Bosniaken wurden vertrieben und die Stadt von diesem Zeitpunkt an Srbobran genannt. In Donji Vakuf wurden alle Moscheen und die römisch-katholische Kirche im Ortsteil „Stanica“ im Südwesten der Stadt zerstört.
Während der Operation Oluja 1995 wurde Donji Vakuf von der Armee der Republik Bosnien und Herzegowina erobert. In dieser Zeit wurde die Serbisch-orthodoxe Mariä-Entschlafens-Kirche beschädigt. Die Kirche wird seit 2016 renoviert. Nun besiedelten nahezu nur Bosniaken die Stadt.

## Wirtschaft
Ansässig ist ein großes Gipswerk der Komar AG, welches auf die Gründung des ersten Gipsbetriebes im Jahr 1934 zurückgeht. Bis zum Krieg war die Tischlerei „Janj“ mit hunderten Mitarbeitern in Donji Vakuf ansässig.
Weiters befindet sich das Unternehmen Servistrans in Donji Vakuf. Das Reiseunternehmen ist der bedeutendste Busunternehmer im zentralbosnischen Kanton. Auch betreibt er die Linienbusse in der Stadt und den umliegenden Ortschaften.

## Verkehr

### Straßenverkehr

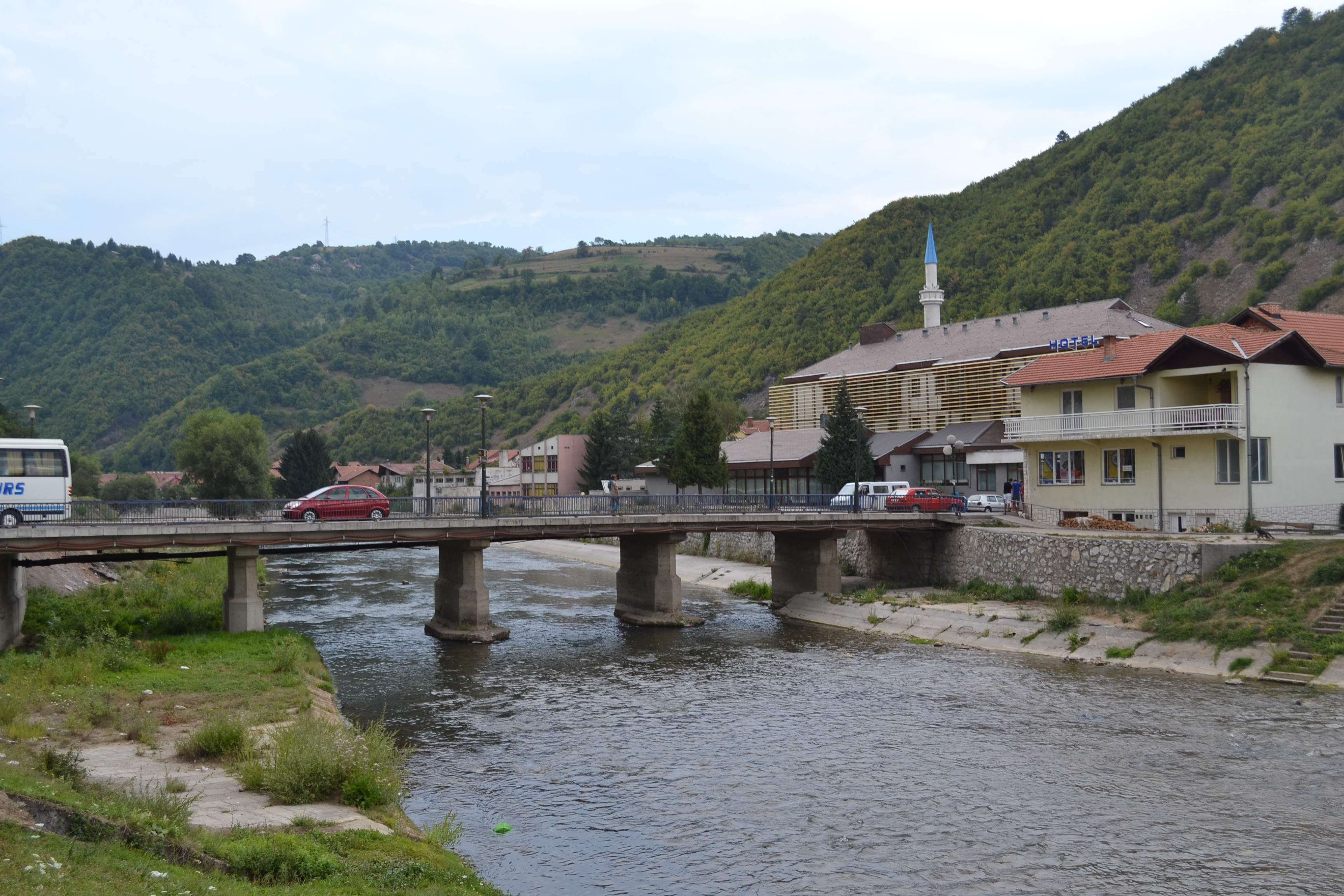
Über den Vrbas führende Straßenbrücke in Donji Vakuf.

Donji Vakuf liegt an der Kreuzung der Nationalstraßen 5 (Travnik–Jajce) und 16 (Jajce–Livno) 14 km nördlich von Bugojno. Weitere jedoch schlecht befahrbare Straßen führen durch die Gebirge im Westen in die Republika Srpska.
In der Stadt bieten das ziemlich zentral gelegene das Drei-Sterne-Hotel „Vrbas“ und das Vier-Sterne-Motel „Otoka“ den Reisenden Unterkunft an.

### Eisenbahn

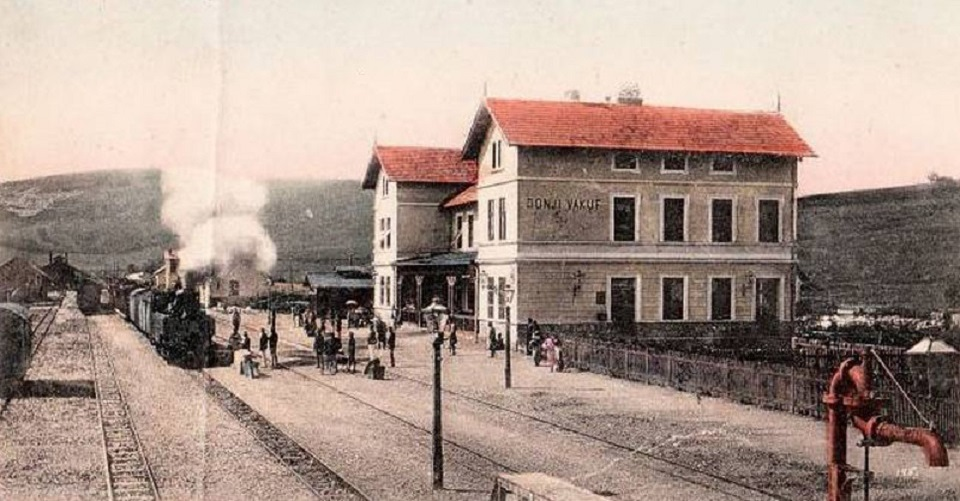
Im Bahnhof Donji Vakuf verzweigte die aus Travnik kommende Schmalspurbahn nach Jajce und Bugojno.

Donji Vakuf erhielt 1894 einen Bahnhof an der Bahnstrecke Lašva–Travnik–Bugojno. Ein Jahr später wurde die Flügelstrecke von Donji Vakuf nach Jajce eröffnet. Die Bahn mit Bosnischer Spurweite von 760 mm verkehrte über den Komarpass mit Zahnradantrieb. Die Schmalspurzüge oder deren Lokomotiven wurden im jugoslawischen Volksmund liebevoll „Ćiro“ genannt. 1972 bis 1975 wurde der Betrieb der Schmalspurbahn eingestellt und die Gleise abgebaut.

### Busverkehr
Vom Busbahnhof ausgehend führen Verbindungen nach Bugojno, Jajce, Sarajevo, Travnik, Zenica und in weitere Städte Bosniens. Auch international gibt es einige regelmäßig verkehrende Buslinien, vor allem in beliebte Küstenstädte, die vorwiegend in Kroatien liegen wie Split und Makarska. Ebenfalls an zwei Wochentagen fahren Busse nach Wien, Graz und Linz in Österreich und zu weiteren Zielen wie Amsterdam, Berlin und Frankfurt am Main. Da Donji Vakuf an der Magistrale M5 liegt, ist der Busbahnhof schon seit langer Zeit eine Drehscheibe des öffentlichen Verkehrs. Viele aus Mostar, Bugojno und anderen größeren Städten kommende Busse halten in Donji Vakuf, um umsteigende Passagiere aus Sarajevo und Travnik mitzunehmen. Dabei handelt es sich oft um Langstreckenreisebusse, die nach Schweden fahren, wo große Bevölkerungsgruppen aus dem ehemaligen Jugoslawien leben.

## Persönlichkeiten
- Smiljan Franjo Čekada (1902–1976), römisch-katholischer Geistlicher, Bischof von Skopje 1940–1967, Erzbischof von Vrhbosna 1970–1976